# Edenderry
Edenderry (en irlandés: Eadán Doire, que significa "la colina de la madera de roble") es una ciudad irlandesa situada al norte del condado de Offaly, cerca de la frontera con los condados de Kildare, Meath y Westmeath. El Gran Canal recorre el sur de la ciudad a través del pantano de Allen, desde donde parte una pequeña carretera hacia el centro de la ciudad.
La carretera R401 desde Kinnegard hacia el norte y la R402 desde Enfield hacia el este confluyen en el extremo noroeste del Gran Canal y posteriormente se separan, continuando la R402 en dirección oeste hacia Tullamore y la R401 hacia Rathangan y Kildare en dirección sur.
En Clonbullogue, a unos pocos kilómetros al sur de Edenderry, se encuentra una planta de combustión de turba que representa la primera Productora Independiente de Energía (PIE) de Irlanda.

## Historia
En el siglo XVI la ciudad era conocida como Coolestown ya que en 1599 la familia Cooley o Cowley, que poseía allí un castillo, la defendió frente a la rebelión protagonizada por el Conde de Tyrone. El poder pasó posteriormente a la familia Blundell, expulsada en 1691 por el ejército de Jacobo II.
Las tierras de los Blundell pasaron a ser propiedad del marqués de Downshire, quien consiguió superar la oposición inicial de las hermanas Blundell a la construcción de un ramal desde el Gran Canal hasta Edenderry, proyecto que le costó 692 libras, y cuya ejecución finalizó en 1802. 
En 1716, los cuáqueros fundaron un próspero negocio de fabricación de ropa de lana, actividad que daba empleo a alrededor de 1000 personas. Hacia el año 1911 la población ascendía ya a 2.204 personas. La actividad industrial contaba también con la fábrica de Daniel Alesbury, dedicada a la ebanistería y que, en 1907, fabricó el Alesbury, primer coche fabricado en Irlanda.
Hasta 1931 una línea de ferrocarril dedicada al transporte de pasajeros y mercancías unía Enfield con Edenderry. Desde esta fecha hasta su cierre en 1963 esta línea, cuya actividad se había reducido considerablemente, se dedicó exclusivamente al transporte de mercancías, especialmente al transporte de turba y ganado. Aún se conservan valiosos restos de esta línea, incluyendo el edificio de la estación, próximo al centro de la ciudad y en la actualidad convertido en centro comercial.

## Demografía
La población de Edenderry (y sus alrededores) se ha incrementado en un 53,9 % desde 1996 hasta 2006:
- 1996 ... 3,825
- 2002 ... 4,559
- 2006 ... 5,888

## Personas ilustres
Neil Delamere, humorista.